# Muhammad IX av Granada
Muhammad IX av Granada, död 1454, var sultan av Granada 1419–1427, 1430–1431, 1432–1445 och 1448–1453.
Han var gift med de nasridiska prinsessorna Umm al-Fath (II), mor till Muhammad VIII, och Zahr al-Riyad, syster till Muhammad VII, som båda tillskrivs ett visst inflytande.
Han hade ingen son men tre döttrar: Umm al-Fath (III), gift med Muhammad X; Fatima, möjligen gift med Yusuf V; och Aisha, gift med Abu l-Hasan ‘Ali.